# كرمة علي
گرمة علي (بالانجليزية: Qarmat Ali) والمعروفة محلياً بالگرمة وتاريخياً بنهر عدي، هي بلدة عراقية تقع في قضاء الهارثة بالبصرة، يمر خلالها النهر الذي سميت باسمه، وهو أكبر نهر في البصرة، يرتبط بالأهوار ويصب في شط العرب، وعليه جسر يربط شمال البصرة بجنوبها، وجسر آخر يربطها بالمعقل. وتقع على ضفافه بعض المؤسسات الحكومية، منها جامعة البصرة وأكاديمية الخليج العربي للدراسات البحرية، وغيرها.
تقع بلدة گرمة علي على بعد 20 كم (12 ميلاً) تقريباً إلى الشمال من مركز محافظة البصرة.

## التاريخ
تولى عمر بن عبد العزيز الحكم سنة 717م، فعين عدي بن أرطاة الفزاري واليًا على البصرة، فوجد مياهها مالحة والناس يشكون منها، فكتب إلى الخليفة يطلب الإذن بحفر نهر فرعي لهم من نهر البصرة (شط العرب)، وأمر الناس بكتابة الرسائل والإلحاح على الخليفة، فوافق الخليفة على حفره وأمر بإنفاق ما يكفي من المال لحفره، فحفره عدي من الجانب المسمى بثق شيرين، فصار نهرًا كبيرًا، وأقاموا احتفالًا في يوم فتحه، اجتمع فيه الناس وحضره الحسن البصري، وسُمي نهر عدي.
وفي سنة 870م أصبح نهر عدي–بثق شيرين أحد الأنهار التي دارت عليها معارك ثورة الزنج، واستخدمه كل جيش وسيلة للهجوم على الجيش الآخر، ومن خلاله دخل الزنج البصرة واحتلوها ودمروها.
وفي سنة 1085م بنى الحريري قصره على ضفاف النهر في محلة بني حرام وفي ذلك الوقت كان مسجد بني حرام يعتبر مركزاً علمياً وأدبياً تخرج منه العديد من الأدباء والعلماء.

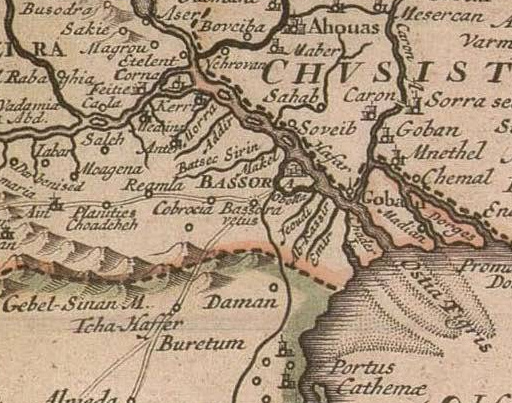
خريطة رسمت سنة 1737م تظهر نهر گرمة علي باسم Batsu Sirin أي بثق شيرين وهو اسم المكان الذي حفر فيه نهر عدي كما ورد في الكتب التاريخية

وفي سنة 1836م أصبحت أكثر الأراضي المشرفة على النهر ملكاً لعلي بن ثامر السعدون، وتغير تدريجياً اسم النهر من نهر عدي إلى نهر علي في لغة الأهالي نسبة لمالك تلك الأراضي، وتغير لفظ نهر إلى گرمة (وهو اللفظ الشعبي المرادف لكلمة نهر)، فأصبح الاسم گرمة علي. وتغير اسم بثق شيرين إلى أبو حلوة (شيرين تعني الحلوة باللغة الفارسية). وتغير اسم محلة بني حرام إلى محلة حرير، نسبة إلى قصر الحريري الذي كان لا يزال قائماً في ذلك الوقت.
وفي سنة 1935م انتخب سليمان فيضي محافظاً للبصرة، وقام ببناء جسر خشبي فوق نهر گرمة علي.
وفي سنة 1941م، وتحت تأثير الحرب الإنجليزية العراقية، دارت معركة في گرمة علي بين الجيش العراقي بقيادة العقيد رشيد جودت والجيش البريطاني بقيادة الجنرال فرايزر، واستمرت يوماً واحداً، وبعدها انسحب الجيش العراقي إلى القرنة.
في سنة 1965م تم بناء جسر گرمة علي الحديدي بتوجيه من الرئيس عبد السلام عارف، وتم إعداد تصميمه من قبل شركة كومبلكس البلغارية.
وفي سنة 1991م تعرضت المنطقة لقصف عشوائي وعنيف بأمر من الرئيس صدام حسين بعد الانتفاضة الشعبانية في البصرة.

## الجغرافيا

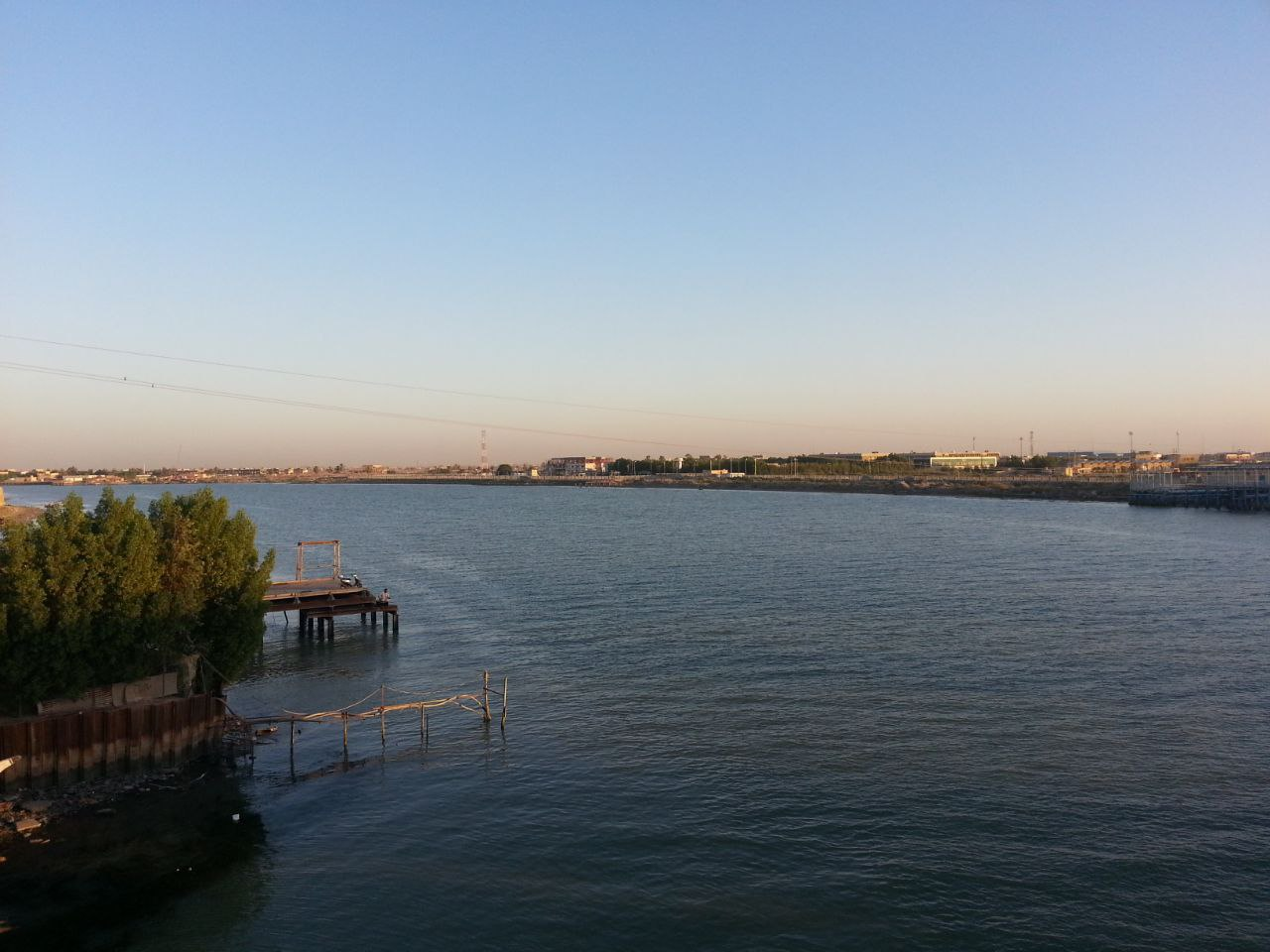
جانب من نهر گرمة علي

تقع بلدة گرمة علي في وسط محافظة البصرة، إلى الشرق من الأهوار، وإلى الغرب من شط العرب، ويمر خلالها نهر گرمة علي.
وهي تمثل في تكوينها العام أشباه جزر متقاربة، تقسمها القنوات المائية الكثيرة إلى مناطق صغيرة. وأهم هذه القنوات المائية هي: شط العرب الصغير، العسافية، الدبن، الشخاطة، السالمي، الدواي، المسراح، الجابري، الزيبگ، خور طراد، أبو صخير، خور طويهر، المصندگ، الضاجر، الطويل، البحراني، موزان، الصگراوي، الحد، الغيمة، عجاج، عبد علي، البايهة، العباسي، الحسينية، العريض، حماسة، الجايري.

## شخصيات بارزة
- الفضل بن محمد القصباني، عالم نحوي
- أبو محمد القاسم الحريري، شاعر، لغوي، صاحب المقامات
- مهند حسن الشاوي، شاعر، كاتب
- إحسان هادي، لاعب كرة قدم